# 约翰·济慈
约翰·济慈（1795年10月31日—1821年2月23日）是英国诗人，与拜伦、雪莱并称为浪漫主义第二代诗人。济慈的诗歌都在其去世前四年内发表，这些诗在他生前受到冷遇，但死后迅速出名。到19世纪末，济慈已被认为是英语文学界的主要成员，并对前拉斐尔派影响深远。1888年的大英百科全书称他的一首颂诗为“最终的杰作”。博尔赫斯曾表示，与济慈作品的相遇影响了他的一生。济慈的颂诗是“带有强烈感受性”的浪漫主义风格，借由自然意象表达激情。如今，济慈的诗歌仍在英语文学界占据重要地位，其中尤以《夜莺颂》、《希腊古瓮颂》、《睡与诗》、《初读贾浦曼译荷马有感》最为出名。

## 生平

### 早年生活
济慈于1795年10月31日出生在英国伦敦沼泽门，父亲托马斯·济慈，母亲弗朗西丝·济慈（本名弗兰西斯·詹宁斯）。济慈具体出生地点不明，尽管似乎家人将他的生日记为10月29日，但洗礼记录显示他的出生日期是10月31日。他是所有孩子中最年长的，有两个弟弟和一个妹妹，最小的妹妹弗兰西斯·玛丽·“芳妮”后来嫁给了西班牙作家瓦伦丁·德·利亚诺斯·古铁雷斯。济慈的父亲最初在其岳父约翰·詹宁斯的旅店当马夫，后来他继承了这家旅店，一家人也住在这里。济慈认为自己出生在这家旅店，一个卑微的出生地，但没有证据表明这一点。如今这家旅店为环球酒吧所拥有，距离沼泽门地铁站几英里距离。济慈在圣博托尔夫教堂受洗，幼年进入圣母学校学习。
父母本想送济慈就读伊顿或哈罗公学，但因经济问题作罢。1803年，济慈被送至恩菲爾德鎮的约翰·克拉克学校学习，此处离他祖父母住处较近。相比其它名校，这所小型学校有更加自由的环境，课程安排也更为现代。在克拉克学校就读期间，济慈表现出了对经典作品及历史的爱好，这些爱好伴随了他短暂的一生。济慈与校长的儿子查尔斯·考登·克拉克成了好友，克拉克向他推荐了包括塔索、斯宾塞、查普曼在内的文艺复兴作家。济慈的朋友爱德华·福尔摩斯曾表示他性格急躁，“总是走极端”，懒惰且好斗。不过在13岁时，济慈决定将这些激情用于阅读和学习，并因此在1809年夏天取得了人生首个奖项。
1804年4月，济慈的父亲从马背跌落，因颅骨骨折去世，当时济慈年仅8岁。父亲死前没有留下遗嘱，两月后母亲再嫁，四个孩子投奔居住在伦敦埃德蒙顿的外婆爱丽丝·詹宁斯。母亲在济慈14岁时因肺结核去世，孩子的抚养权交给了祖母。母亲在死前指定了两个遗产保管者，理查德·阿比和约翰·桑德尔。那年秋天，济慈离开克拉克学校，成为医师托马斯·哈蒙德的学徒。查尔斯·考登·克拉克仍与济慈保持亲密联系，他形容这段时光是“济慈一生中最平静的岁月”。过早失去父母的悲伤始终影响着济慈。年轻的济慈非常钟爱维吉尔，14岁时，他将维吉尔的长诗《埃涅阿斯纪》翻译成英语。

### 事业与创作
从1814年起，济慈拥有两份遗赠，直至他的21岁生日。其中包括来自祖父约翰·詹宁斯的800英镑，以及来自母亲的8000英镑（平分给四个孩子）。似乎济慈从未知晓800英镑的遗赠，因此也从未申领。通常认为这可能是因为遗产保管者理查德·阿比的疏忽，但似乎阿比对这份800英镑的遗赠也不知情。济慈母亲和祖母的律师威廉·沃尔顿必然知道，并有义务将遗产信息传达给济慈，但他似乎并没有这么做。这对济慈的生活造成了很大影响，经济问题一直困扰着济慈，他期望有足够的金钱摆脱债务，更加独立的生活。
我游历了很多金色的国度，

看过不少好的城邦和王国，

还有多少西方的海岛，歌者

都已使它们向阿波罗臣服。

我常听到有一境域，广阔无垠，

智慧的荷马在那里称王，

我从未领略的纯净、安详，

直到我听见贾浦曼的声音

无畏而高昂。于是，我的情感

有如观象家发现了新的星座，

或者像科尔特斯，以鹰隼的眼

凝视着大平洋，而他的同伙

在惊讶的揣测中彼此观看，

尽站在达利安高峰上沉默。
结束在哈蒙德门下的学徒生涯后，济慈于1810年10月成為了盖伊医院（如今隶属于伦敦国王学院）的醫學生。不足一個月後，他便於醫院內協助進行手術。由於济慈曾長期接受醫療上的訓練，家人相信他將會在醫學方面發展；而當時济慈的願望仍是成為醫生。他与其它医学生一起住在南华克圣托马斯街28号，合住者包括后来成为发明家与墨水巨头的亨利·斯蒂芬斯。
作为医学生的工作占据济慈越来越多精力，他不再有足够时间写作。济慈的内心开始感到矛盾，他认为自己正面临着严峻的选择。1814年，19岁的济慈写下了现存的第一首诗《斯宾塞模仿》。他被成为诗人的雄心所吸引，受到其他诗人如利·亨特和拜伦的鼓舞，却又被经济问题困扰，他患上了抑郁症。他的兄弟乔治·济慈写道，“他害怕自己永远也无法成为诗人，而假如他无法成为诗人，他就会毁了自己。”1816年，济慈取得了医师资格证，这意味着他可以成为一名医师、药剂师或外科医生，但在这一年末他告诉自己的监护人，自己决心成为诗人，而不是外科医生。
尽管济慈继续在盖伊医院学习，但同时他也投入更多时间学习文学和诗歌，尤其是对十四行诗的研究。1816年3月，济慈的诗歌《噢，孤独》发表在当时著名的自由派诗歌杂志《考察者》上。这是济慈发表的首篇诗歌，朋友克拉克称这次发表对济慈十分重要，因为这证明了他的梦想可以实现。这一年济慈还写了另一首诗《致兄弟》。夏天，济慈和克拉克来到马盖特海边，在那里他开始了信件写作。返回伦敦后，他住在南华克迪恩街8号，并准备进一步学习以成为皇家外科医学院成员。
1816年10月，克拉克将济慈介绍给当时极具影响力的诗人利·亨特，亨特也是拜伦和雪莱的好友。五个月后，济慈的第一本诗集出版，其中包括《我踮起脚站在山岗上》和《睡与诗》，这两首诗都受亨特的风格影响。这本诗集并未引起关注，只有雷诺兹在《冠军》杂志上对其表达了赞赏。诗集出版商查尔斯&詹姆斯·奥利尔对此感到羞耻，于是济慈迅速将出版商换成了弗利特街的泰勒&赫西。与奥利尔夫妇不同，济慈的新出版商对他的作品充满热情，在诗集出版后仅一个月，他们就计划出版新的济慈诗集，并向他预付了稿费。赫西成为了济慈的忠实朋友，出版社里有一间专门的办公室供年轻作家们使用。这家出版社的作家包括塞缪尔·泰勒·柯勒律治、威廉·赫茲利特、约翰·克莱尔、托马斯·杰斐逊·霍格、托马斯·卡莱尔和查尔斯·兰姆。
透过泰勒&赫西出版商，济慈结识了律师理查德·伍德豪斯，他为出版社中作家提供文学和法律方面的意见，对济慈的诗集印象深刻。尽管伍德豪斯形容济慈“任性、脆弱，容易受惊吓”，但他仍为其天才所折服，他认为济慈可跻身英格兰最伟大的作家之列。两人结识后不久便成了密友，伍德豪斯尽其所能记录济慈的诗作，这些材料成为了后世研究济慈作品的主要来源。传记作者安德鲁·陌逊将伍德豪斯之于济慈比作博斯韦尔之于塞缪尔·约翰逊的关系，伍德豪斯不遗余力的宣扬济慈的作品，为他在文坛争取一席之地，并将他的诗歌推往更高处。后来，伍德豪斯也是在肯特郡格雷夫森德送别济慈前往罗马的朋友之一。
尽管首部诗集评价不好，但亨特还是将济慈放进了自己的散文《三位年轻诗人》（雪莱、济慈和雷诺兹），并且他也从济慈的诗歌《初读贾浦曼译荷马有感》预见了济慈的前程。亨特将济慈介绍给圈子中的知名人士，包括《泰晤士报》编辑托马斯·巴恩斯、作家兰姆、指挥家文森特·诺维罗和诗人雷诺兹。这是济慈人生中重要的转折点，这位年轻的诗人首次以亨特所称“新派诗人”的形象出现在公众视野。在写给朋友的信中，济慈表示“除了心灵感情的圣洁和想象的真实外，我什么也不确定 – 想象中的美必为真理。”这句话后来转化为了《希腊古瓮颂》末尾诗行“‘美即是真，真即是美，’这就包括 / 你们所知道、和该知道的一切”。1816年12月初，济慈告知自己的监护人决定弃医从文。医学训练花费了济慈大量积蓄，尽管他的生活拮据，但仍为画家本杰明·海顿等人提供了借款，并且借给了弟弟乔治700英镑。因大量借款，济慈甚至无钱偿还债务利息。
济慈从医学院退学，因为住处潮湿而连续患上感冒。1817年4月，他和自己的兄弟搬到了汉普斯特德，在那里他与乔治一起照顾患有肺结核的弟弟汤姆。这座房子邻近亨特以及他在汉普斯特德的圈子，也邻近受人尊敬的第一代浪漫主义诗人柯勒律治。1818年4月11日，济慈记录了他与柯勒律治一同在漢普斯特德荒野的散步。在给乔治的信中，济慈表示他和柯勒律治谈论了“许多事情，......夜莺、诗歌、诗意感受、形而上学。”大约在这段时间，济慈被引荐给了查尔斯·温特沃斯·迪尔克和詹姆斯·赖斯。
1818年6月，济慈和查尔斯·阿米蒂奇·布朗前往苏格兰、爱尔兰和英格兰湖区徒步旅行。济慈的弟弟乔治和他的妻子乔治娜陪同济慈前往兰加斯特、利物浦，然后从那里前往美国，一直在肯塔基州居住到1841年，而后因乔治投资失败而返回英国。与济慈其他兄弟一样，乔治夫妇都死于肺结核，当时肺结核并无有效治愈方法。那年7月，济慈在马尔岛时患上了重感冒，“十分虚弱，严重发烧，无法继续旅途”。8月返回南部后，济慈继续照料汤姆，也因此将自己暴露在了结核病菌中。有人指出，济慈的肺结核——他的“家族疾病”正是从这段时间开始发展的。彼时人们对肺结核怀有偏见，总是将其与懦弱、压抑的性欲或手淫联系在一起。济慈在信中“拒绝为此疾病命名”，他的弟弟汤姆死于1818年12月。

#### 济慈之家

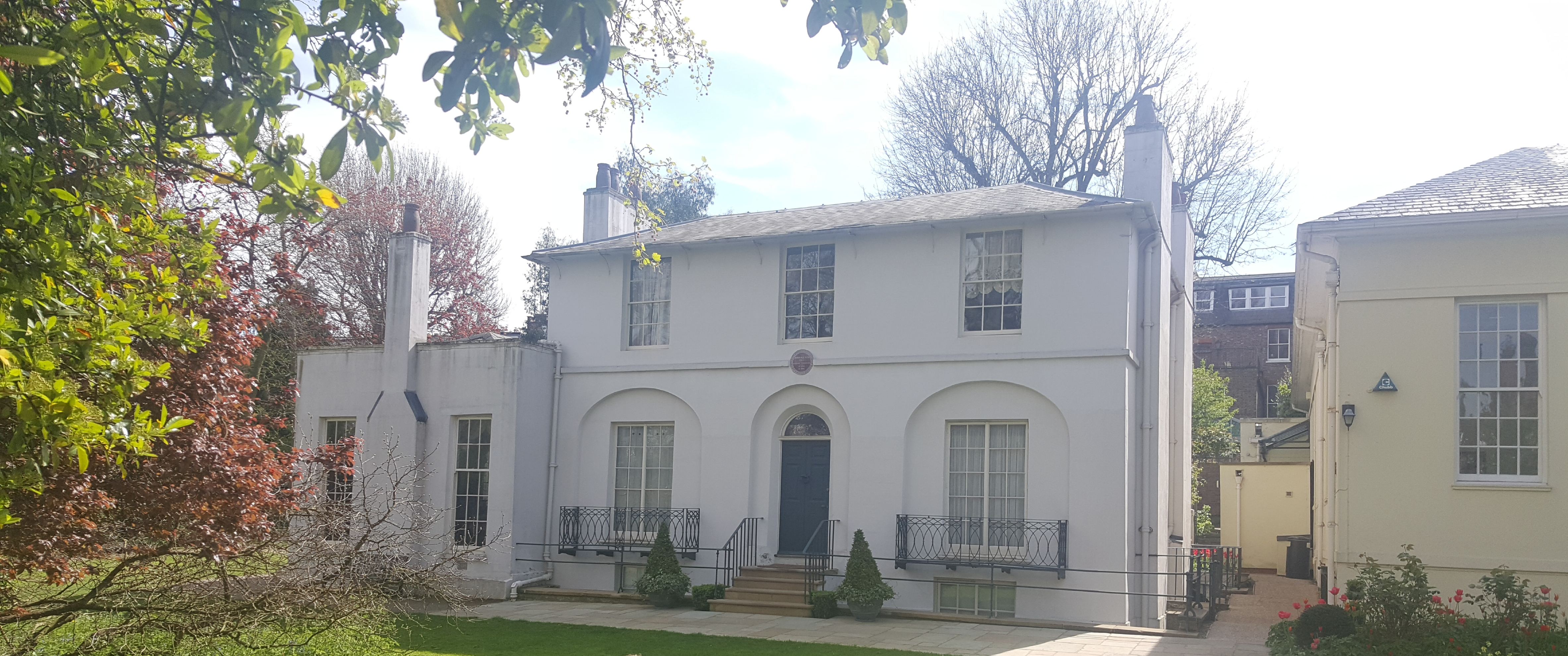
位于伦敦汉普斯特德荒野的济慈故居

汤姆死后，济慈搬到朋友布朗在汉普斯泰德的房子居住，现在人们已将那所房子认为「济慈之家」，此处距离他的旧居有大约十分钟路程。1818-1819年冬天格外漫长，但这也为济慈提供了许多创作灵感，这一年可被称为他的“奇迹年”，他在这段时期写下了人生中最为成熟的作品。那时他受到赫茲利特关于英语诗歌系列讲义的影响，并和诗人威廉·华兹华斯有过会面。在朋友眼中，济慈似乎过着舒适的生活，但事实上他常需从监护人阿比和别的朋友那里借钱。
1819年4-5月，济慈在这里创作了五首颂诗，尽管5首诗的创作顺序仍有争议，但普遍认为它们以《賽姬頌》开篇。据房主布朗所说，济慈在花园李子树下写下了《夜莺颂》，他写道“1819年春天，一只夜莺在房子附近筑巢。它持续不断的歌声让济慈感觉快乐、平静。有天早晨，他把餐桌前的椅子搬到了李子树下，在那边坐了两三个钟头。回来时手里夹着几张文稿，悄悄把这些东西塞到了书里。征得他的同意后，我查看了这些文稿，它们有大概四五张，包含有对夜莺歌唱的诗意感受。”不过该房子的另一拥有者迪尔克却极力否认这个传闻，在理查德·蒙克顿·米尔恩斯于1948年出版的济慈传记中，迪尔克声称这一传闻是“纯粹的妄想”。
我的心在痛，困顿和麻木

刺进了感官，有如饮过毒鸠，

又像是刚刚把鸦片吞服，

于是向着列斯忘川下沉：

并不是我妒忌你好运，

而是你的快乐太使我欢欣——

因为在林间嘹亮的天地里，

你呵，轻翅的仙灵，

你躲进山毛榉的葱绿和阴影，

放开了歌喉，歌唱着夏季。
《希腊古瓮颂》和《忧郁颂》都以十四行诗形式写成，或许创作于《夜莺颂》之后。济慈的新出版商泰勒&赫西安排出版了他的长诗《恩底弥翁》，这首诗继承了托马斯·查特顿的风格，济慈称其是“对我的想象力的测验”。此诗遭到了评论界的普遍批评，以致拜伦也调侃说济慈“让一篇批评文送了命”。约翰·威尔逊·克罗克在1818年4月的《季度评论》中对此诗表达了严厉批评。约翰·吉布森·洛克哈特在《布莱克伍德杂志》中形容此诗“不动声色的胡扯”。洛克哈特还讽刺性的写道，“成为一名饥饿的药剂师总要好过成为一个饥饿的诗人，所以请回到你的药铺里去吧约翰先生，去捣鼓药膏、药丸和膏油盒去吧。”洛克哈特在《布莱克伍德杂志》为利·亨特圈子（包括济慈和赫茲利特）取了“伦敦佬”派这个讽刺性的名字。这种敌意更多是来自政治而非文学批评，因为洛克哈特等人所批评的年轻作家们缺乏专业的诗歌教育，使用非正规的押韵和“低级用词”，并且他们出生平凡，不像上层阶级那样毕业于伊顿、哈罗、牛剑等名校。
1819年，济慈写了《圣阿格尼丝之夜》、《无情妖女》、《海伯利安》、《蕾米亞》和一部戏剧《奥托大帝》（直到1950年才上演）。住所花园赋予了诗歌《幻想》和《歌唱热情和欢乐的诗人》的灵感。9月，济慈的经济状况十分困窘，他考虑成为新闻记者或当随船医生。在绝望中，他带着一本新的诗集拜访了出版商，但出版商对这本诗集不感兴趣，他们认为《蕾米亚》难以理解，并认为《圣阿格尼丝之夜》有一种 “琐碎的厌恶感”和 "混合了感受与讥讽的‘唐璜’风格”，他们表示这是“一首不适合女士的诗”。济慈生前目睹的最后一部出版作品是《蕾米亚、伊莎贝拉、圣阿格尼丝之夜及其它》，这部诗集相较前两部取得了更多好评，它后来被认为是有史以来最重要的诗歌作品之一。

#### 伊莎贝拉·琼斯和芳妮·布劳恩
1817年济慈在黑斯廷斯郊游时结识了了女友伊莎贝拉·琼斯。琼斯被描述为是个美丽、天才、阅读广泛的人，她并非出身上层，但经济稳定，并在后来成为了济慈圈子中的一员。济慈从不掩饰他对琼斯的吸引力，尽管他们似乎只是享受相聚却从不作出承诺。济慈记录说1818-1819年冬天“常去她家”，在写给乔治的信中，济慈表示他“和她一同取暖”、“和她轻吻”。和琼斯的幽会给济慈带来了许多灵感，《圣阿格尼斯之夜》和《圣马可之夜》或许都与她有关，《明亮的星》最初的灵感可能源自于她。1821年，琼斯是英国首先被告知济慈死讯的人之一。

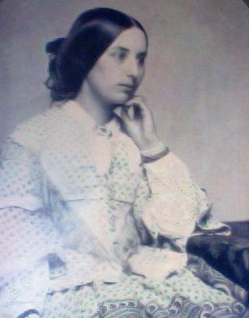
芳妮·布劳恩，摄于1850年

在汉普斯泰德居住期间，济慈遇见并爱上了一位年轻的女邻居，方妮·布劳恩。布劳恩出生于1800年，济慈的诗稿显示他们在1818年11月相遇。和济慈祖父一样，布劳恩的祖父也经营一家旅馆，他们都有家庭成员死于肺结核。她与济慈的母亲、妹妹有共同的名字“芳妮”，她有关于服装制作和语言的天赋，并喜爱戏剧表演。1818年11月，她开始与济慈热恋，但因为当时济慈的弟弟汤姆患病，济慈需要时刻照顾他。
1819年4月，布劳恩和母亲搬进了济慈所住的房子，因此这对情人得以每天见面。济慈借给布劳恩一些书，他们会在一起阅读。济慈将诗歌《明亮的星》献给她，作为双方爱情的证明。这首诗的创作一直持续到济慈去世前几月，诗的内容与他们的关系紧密相连。“他的一切愿望都与芳妮有关。”6月前的某个时候，他们达成了共识，但远非是正式的订婚。因为济慈知道，自己没有什么可提供的东西，他生活困窘，看不到前途。作为一个挣扎在困顿中的诗人，这首先就排除了与布劳恩的婚姻可能。他们间的爱情仍是无望的，“明亮的星”的妒忌开始啃噬他，黑暗、抑郁、疾病环绕着他，这些都反映在了诗歌《圣阿格尼斯之夜》和《无情妖女》中，跟随他的不止爱情，还有死亡。“我在散步途中冒出两个奢侈的想法，”济慈在信中写道，“你的可爱，和我的死亡。”

1819年10月13日，在寄给布劳恩的信中，济慈写道：
我的爱让我变得自私。没有你我将无法存在 – 我可以忘记一切，却仍想再见你一面 – 我的人生似乎就停在那里 – 看不到远处。你吸收我的一切，我感觉自己正在解体 – 我很痛苦，因为我没有希望再见到你……我惊讶于那些为宗教牺牲的人们 – 我为此不寒而栗 – 我不再惊讶 – 我也能为我的宗教而牺牲 – 爱情是我的宗教 – 我能为此而死 – 我能为你而死。
济慈的肺结核日益严重，医生建议他搬往气候较暖的地区居住。1820年9月，济慈前往罗马，他明白此行可能是与布劳恩的永别。离开后，济慈不再写信给她，但仍与她的母亲保持通信。五个月后济慈死于罗马。布劳恩写给他的信都未存留。济慈的死讯一个月后才传到伦敦，而后六年布劳恩都处在他去世的悲恸中。直到济慈去世十二年后的1833年，布劳恩结婚并有了三个孩子，她比济慈多活了四十年。

### 罗马最后时月

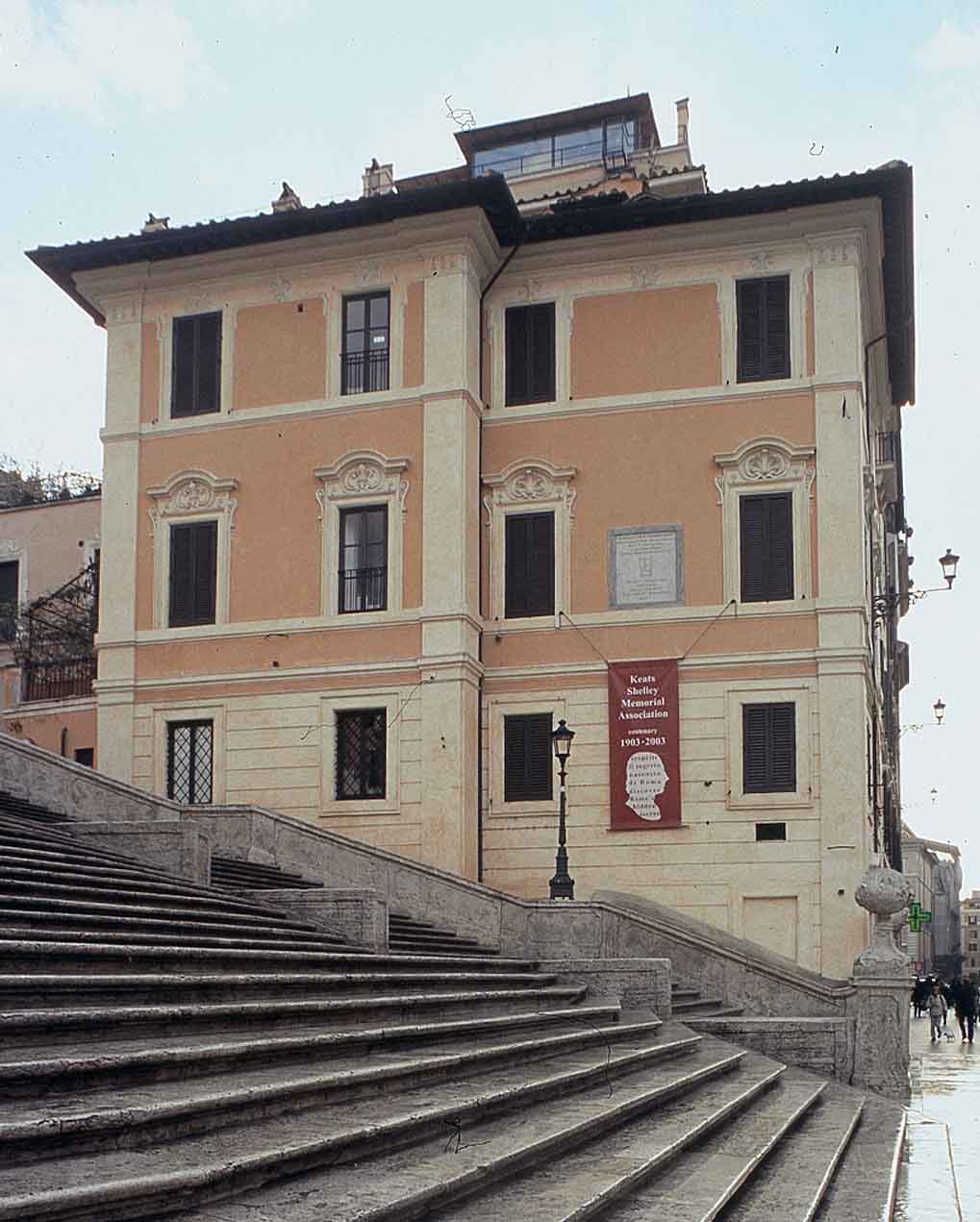
济慈在罗马时的居所

1820年，济慈表现出日益加重的肺结核症状，二月初出现肺出血。1820年2月3日，济慈首次咳血，他对查尔斯·阿米蒂奇·布朗说：“我知道血是什么颜色，这是动脉血。我不能欺骗自己，这是我的死亡警告，我即将死去。”
他大量失血，后续医师又为他继续放血。接下来的夏天基本是亨特在伦敦照料济慈。根据医师的建议，济慈决定与朋友约瑟夫·塞文一同搬往意大利。9月13日，他们离开格雷夫森德，四天后登上玛丽亚·克劳瑟号帆船。10月1日，帆船到达卢沃斯湾，两人上岸后又返回船上，济慈在此时完成了《明亮的星》最终版本。去往意大利的航程并不顺利：先是暴风雨，紧接着平静的无风天气又减缓了航行进度。到达那不勒斯后，船只因当时英国的霍乱爆发而被隔离十日。济慈于11月14日抵达罗马，那时温暖的天气已经过去。
济慈在1820年11月30日给查尔斯·阿米蒂奇·布朗写了人生最后一封信：“对我来说，写信是世上最困难的事。我的胃还是很难受，在我尝试翻开书本时尤为如此——不过相比隔离时我已经好受许多了。然后，我害怕受到在英国时任何有趣事物的诱骗。我有种持续的感觉，似乎我的真实生活已经逝去，我活的像是个已死之人。”
济慈搬进位于罗马西班牙阶梯的一座房子，这座房子现在是济慈-雪莱纪念馆。尽管有赛文和詹姆斯·克拉克医生的照料，济慈的健康状况仍不断恶化。济慈接受的医疗照顾可能加速了他的死亡。1820年11月，克拉克声称济慈的疾病源自“精神衰竭”，而病因主要来自他的胃部。最终济慈被症断为肺痨（肺结核），克拉克医生每天只为他提供一条鳀鱼和一小片面包充饥，借此控制饮食以减少流向胃部的血液。克拉克医生还为病人放血：这在当时是标准的治疗手段，却也是造成济慈虚弱的主要原因。塞文的传记作者苏·布朗写道：“他们本可使用小剂量的鸦片，而济慈在启程时也曾让赛文买一瓶鸦片。赛文没有意识到的是，济慈将鸦片视为一种潜在的自杀手段。在航行中，济慈曾想从赛文那里取得鸦片，但赛文不让。到罗马后，济慈又再次尝试……赛文感到为难，所以最终他去找医生，而医生把瓶子拿走了。于是结果就是，济慈遭受巨大的痛苦，却没有任何缓解手段。”当赛文和克拉克医生拒绝给他服用鸦片酊时，济慈非常生气，他反复质问“这种死后的存在还要持续多久？”

### 去世
生，若是梦，那么死，可是睡眠？

幸福的场景可是如幻影逝去？

瞬间的欢乐如烟云过眼，

我们却认为死是最大的痛苦。

多么奇怪呀，人在世上要流浪，

要度过悲惨的一生，却不能抛开

一路的坎坷；也不敢大胆想一想

将来的死呵，只是从梦中醒来！

1821年1月，济慈的健康状况缓慢而稳定的向肺结核最后阶段恶化。他的尸检显示他的肺几乎已完全解体。济慈咳血，浑身是汗，负责照料的赛文常看到他从睡梦中醒来，为自己仍活着而哭泣。赛文写道：
济慈开始叫喊，直到我为他颤抖不已……大约四点，死亡接近了。（济慈说）“赛文 – 我 – 扶我起来 – 我正在死去 – 我会死的轻松的；别怕 – 振作起来，感谢上帝它终于来了。”我让他靠在我的肩膀上。他喉咙中的痰似乎在沸腾，一直到十一点，他逐渐死去，非常安静，我甚至以为他还在睡梦里。

1821年2月23日，济慈在罗马去世，他被埋葬在罗马非天主教徒公墓。他临终前请求葬于无名石碑下，只在石碑写上“此地长眠者，声名水上书。”赛文和布朗为济慈树立了墓碑，断弦的里拉琴浮雕下刻有文字：
这座坟墓下埋葬的是一位年轻的英国诗人，他躺在临终床榻，内心悲苦，鉴于恶毒敌人的强大力量，他惟愿在此墓碑写下：此地长眠者，声名水上书。——1821年2月24日

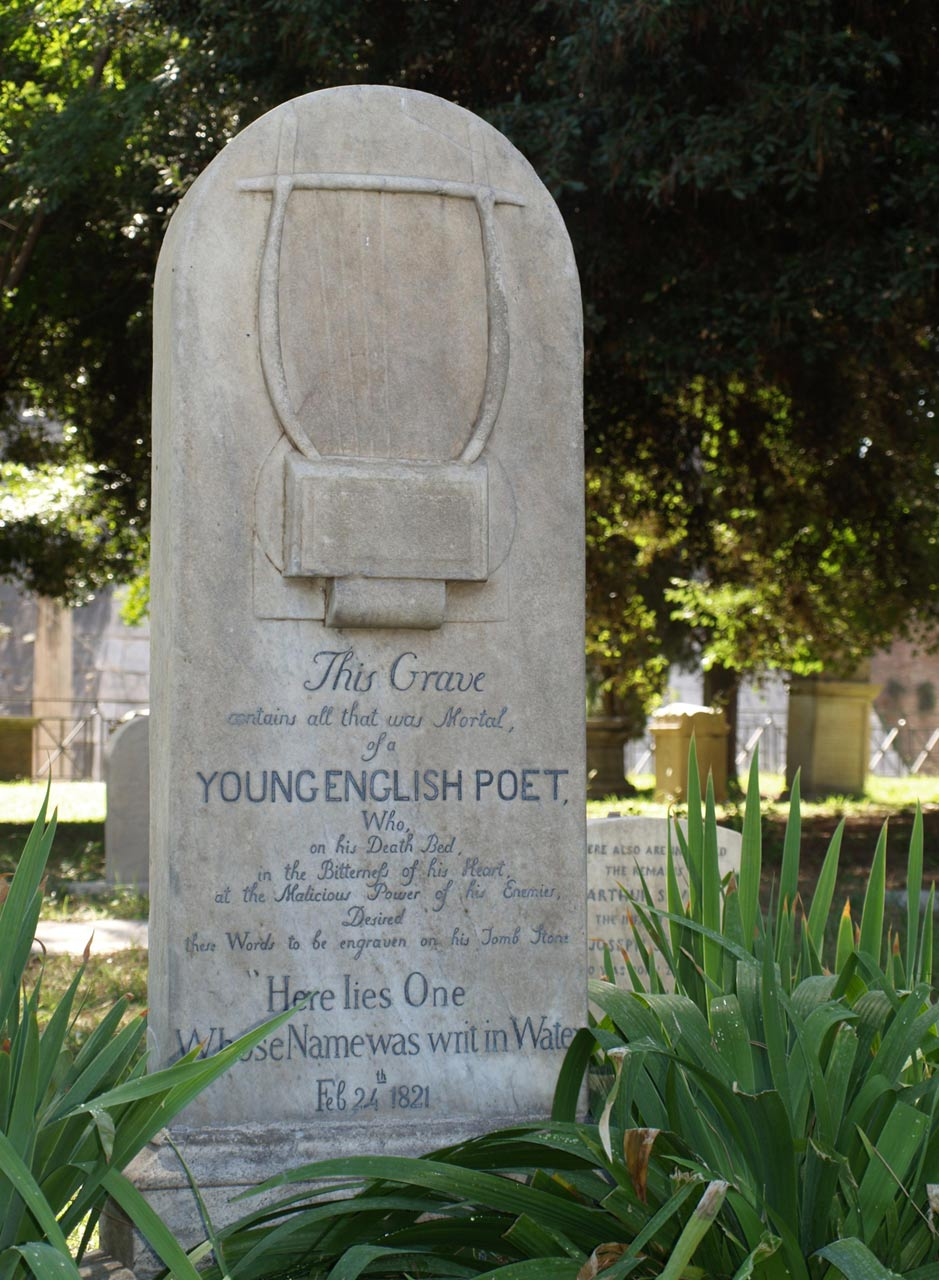
位于罗马的济慈墓地

这段墓志铭来自卡图卢斯LXX：
一个女人对情人说的话，应当记在风里，写在水上。（拉丁語：Sed mulier cupido quod dicit amanti / in vento et rapida scribere oportet aqua）
弗朗西斯·博蒙特的《The Nice Valour》第五幕第五场有类似台词：
你所有的良好事迹，都应当写在水里，但这个却被刻在了大理石上。
赛文和布朗在墓碑上添加了其它文字，以抗议他人对济慈作品的批评。亨特将济慈的死归咎为《季度评论》对其长诗《恩底弥翁》的严厉攻击。正如拜伦在叙事诗《唐璜》所写：
他那心灵，那天庭中的火焰一丛，

竟让一篇文章把自个吹熄。
葬礼后七周，雪莱在其诗《阿多尼》中悼念济慈。克拉克在济慈墓旁种了他喜欢的雏菊。出于公共卫生考虑，意大利卫生局烧掉了济慈房间的家具，重新刷墙并更换了门、窗和地板。雪莱，这位济慈最热切的同伴，他死后的骨灰也被埋在同一公墓，赛文的墓地紧邻济慈。马什在《泰晤士报》写道：“这块墓地旧区，济慈下葬时几乎还是荒地，但如今满是伞松、香桃、玫瑰，和遍地的紫罗兰。”

## 影响

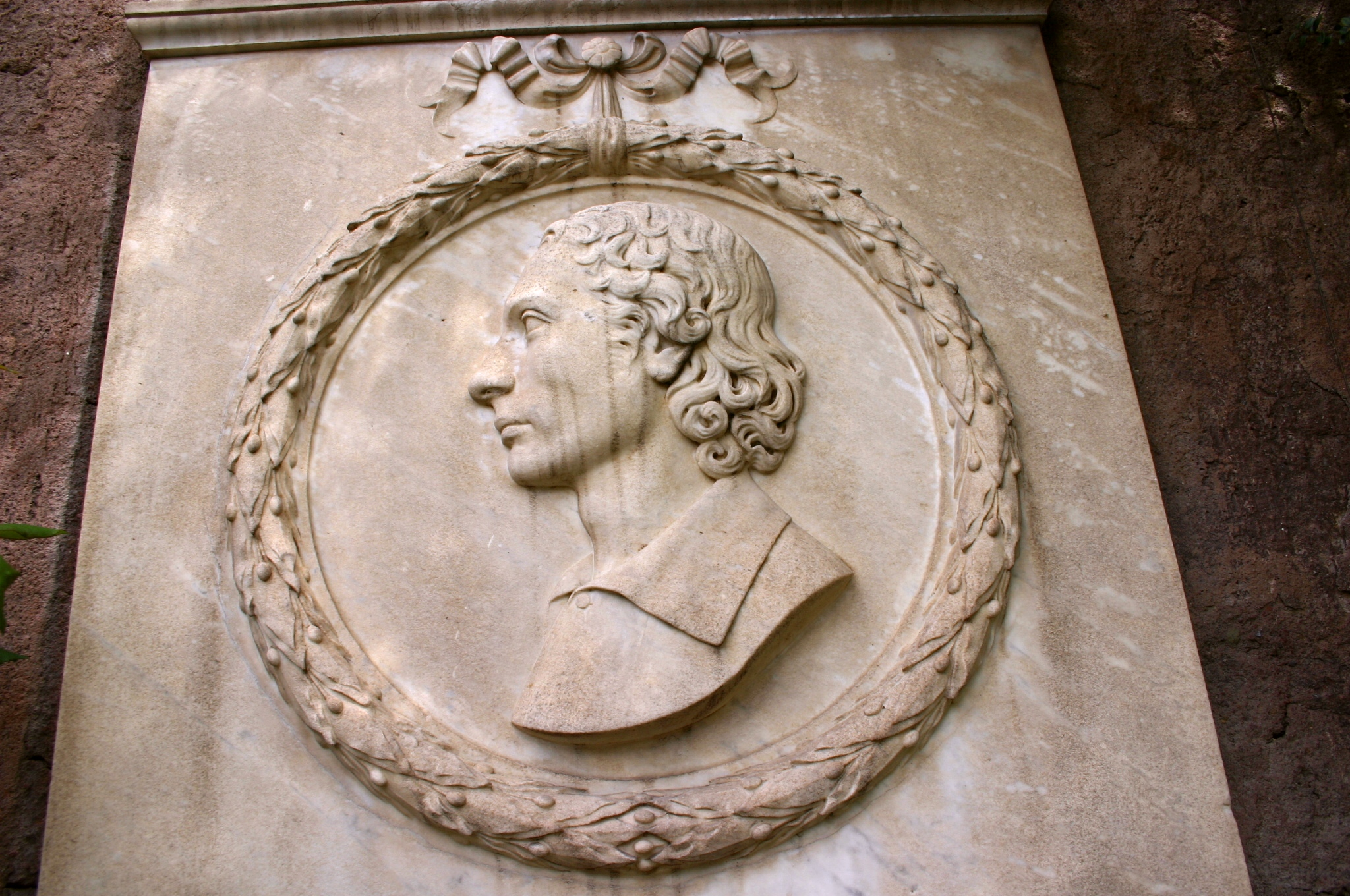
济慈墓地不远处的浮雕

济慈去世时年仅25岁，正式诗歌创作从1814年到1820年，只有六年时间，期间发表了四部作品。济慈生前售出的诗集只有两百多册。他发表的首部作品是1816年《考察者》杂志上的《噢，孤独》，最后一部作品是1820年去罗马前出版的《蕾米亚、伊莎贝拉、圣阿格尼丝之夜及其它》。济慈从诗歌学习到成熟创作的时间很短。
尽管济慈诗歌创作生涯短暂而多产，但他主要的声誉是建立为数不多的几首颂诗上的。并且也只有在他短暂生命最后几年的创作中，才显示出他死后被广泛赞誉的内在激情。济慈因生前遭受的冷落而认为自己一生毫无成就，他在1820年2月给芳妮·布劳恩的信中写道：“我身后没有任何永恒的作品 – 没有任何能让朋友为关于我的回忆而骄傲的东西 – 但我仍爱着一切事物内在的美，如果我还有时间，我会让自己被记住的。”

同时代许多著名诗人，例如亨特和雪莱，他们深知济慈的天才和能力。他的崇拜者称他“以自己的脉动”思考，他的风格比以往任何诗歌作品都更加充满感受力，更生动华丽，他“用矿石填满了所有缝隙”。济慈在罗马时常和雪莱通信，在他死后，雪莱宣称是《季度评论》的恶毒批评杀死了济慈。葬礼后七周，雪莱在绝望的挽歌《阿多尼》中表示，济慈的早逝是个人与公众造成的悲剧：
你最后的、最可爱的希望已成泡影；
他是一朵鲜花，花瓣还没有张开

便受到寒气，没有结实而丧了命；
尽管济慈曾写道“假如诗歌不像是树木的叶子那样自然生出，那么还是别写为好，”但他早期的诗歌却并非自然，而是带有刻意和长期学习经典作品的痕迹。他有内在的诗意感受力，但最初创作诗歌时仍像是个年轻学徒。济慈的诗意感受来自朋友考登·克拉克早年推荐的经典作品，也与《考察者》主编利·亨特的偏好有关，济慈小时候曾读过这本杂志。亨特藐视由蒲柏主导的奥古斯丁或“法国”学派，并攻击早期浪漫主义诗人华兹华斯和柯勒律治。这些诗人当时已四十多岁，是粗陋、晦涩、粗俗的代表，老派浪漫主义的声誉正处于低点。事实上，在济慈成为诗人的头几年里，他也在作品中呼应了这些批评，并一度以“新派”诗人自居。这使得他与华兹华斯、柯勒律治和拜伦关系疏远，并且也为《布莱克伍德》和《季度评论》的严厉批评埋下了伏笔。在济慈去世时，他的评价与浪漫主义新旧两代的污点联系到了一起：包含有第一代浪漫主义诗人的晦涩和后续亨特“伦敦佬”派的缺乏专业性。济慈死后的评论形象混合了某些评论讽刺的失败者，以及雪莱后来描绘的死于敏感情绪的天才。
雾气洋溢、果实圆熟的秋，

你和成熟的太阳成为友伴；

你们密谋用累累的珠球，

缀满茅屋檐下的葡萄藤蔓；

使屋前的老树背负着苹果，

让熟味透进果实的心中，

使葫芦胀大，鼓起了榛子壳

好塞进甜核；又为了蜜蜂

一次一次开放过迟的花朵，

使它们以为日子将永远暖和，

因为夏季早填满它们的粘巢。
维多利亚时期，诗歌中开始流行放纵的幻想，于是济慈的诗歌作品也被纳入这类风格。作为主观感受性的写作标杆，济慈的声誉稳固增长。济慈的作品受到剑桥使徒派的力捧，其中成员包括后来成为桂冠诗人的丁尼生，他视济慈为19世纪最伟大的诗人。康斯坦斯·纳登也是济慈诗歌的崇拜者，他表示济慈的天才隐藏在“对一切美的元素的细致感受中”。1848年，济慈去世后二十七年，理查德·蒙克顿·米尔恩斯出版了首部济慈传记，为他后续成为英语文学重要人物奠定了基础。包括约翰·艾佛雷特·米莱和但丁·加百列·羅塞蒂在内的前拉斐尔派受济慈诗歌《圣阿格尼斯之夜》、《伊莎贝拉》和《无情妖女》启发，创作了许多色彩鲜明的著名画作。
阿尔加侬·斯温伯恩在1882年的大英百科全书中称“《夜莺颂》是人类历史最终的杰作”。直到20世纪，济慈的作品仍是许多诗人，例如威尔弗雷德·欧文、叶芝、艾略特的灵感来源，欧文将济慈的去世日期记为哀悼日。评论家海伦·文德勒称济慈的颂诗“是英语这门语言的最终体现。”乔纳森·贝特认为《秋颂》是“每一代人都认同的近乎完美的英文诗歌”，M·R·雷德利称这首颂“是我们语言中最完美无瑕的作品。”
哈佛大学霍顿图书馆收藏了大量济慈信件和手稿。另外还有一些文稿收藏于大英图书馆、位于汉普斯特德的济慈故居、位于罗马的济慈-雪莱故居，以及位于纽约的摩根图书馆与博物馆。从1998年起，英国济慈-雪莱纪念协会设立了年度济慈-雪莱诗歌奖。1896年，皇家艺术学会蓝色牌匾在济慈故居揭幕。
豪尔赫·路易斯·博尔赫斯曾表示，与济慈作品的相遇影响了他的一生。

### 传记
济慈的传记都不是生前熟悉他的人所写。在他去世后不久，出版商随即宣布将出版《关于济慈的回忆》，但济慈的朋友拒绝配合，因此该出版计划被搁置。李·亨特所著《拜伦勋爵和他的同僚们》给出了一些关于济慈的第一手记录，其中强调济慈所坚持的卑微出身，这种误解持续至今。随着济慈在艺术界的出名，他的笔记、文稿、信件等逐渐被集结出版。但早期叙述常有自相矛盾、偏向或争议之处。济慈的许多朋友，例如布朗、赛文、迪尔克、雪莱，以及他的遗产保管者理查德·阿比，出版商泰勒，女友芳妮·布劳恩等人都在其死后发表过对他的评论。这些早期文本被后续的传记参考引述，逐渐构成了济慈充满传奇的一生。
雪莱宣称济慈的成就无法与其所受的痛苦分开，疾病使他衰弱，而细致的情绪也无法与困苦生活协调，因此他被“精神化”，表现出现今人们想象的遭受痛苦的肺结核患者形象。济慈的首部传记由理查德·蒙克顿·米尔恩斯所写，出版于1848年。而后著名的济慈传记作者还有：西德尼·科尔文、罗伯特·吉廷斯、沃尔特·杰克逊·贝特、艾琳·沃德、安德鲁·莫逊。后续传记因写作时间较晚以及缺乏准确的肖像，济慈的形象被夸大和浪漫化，成为了与贫困斗争、英年早逝的英雄主义浪漫诗人形象。现存多数济慈肖像都于其死后所作，济慈生前友人大多认为这些肖像没有表现出他的特质和激情。

### 其他描绘

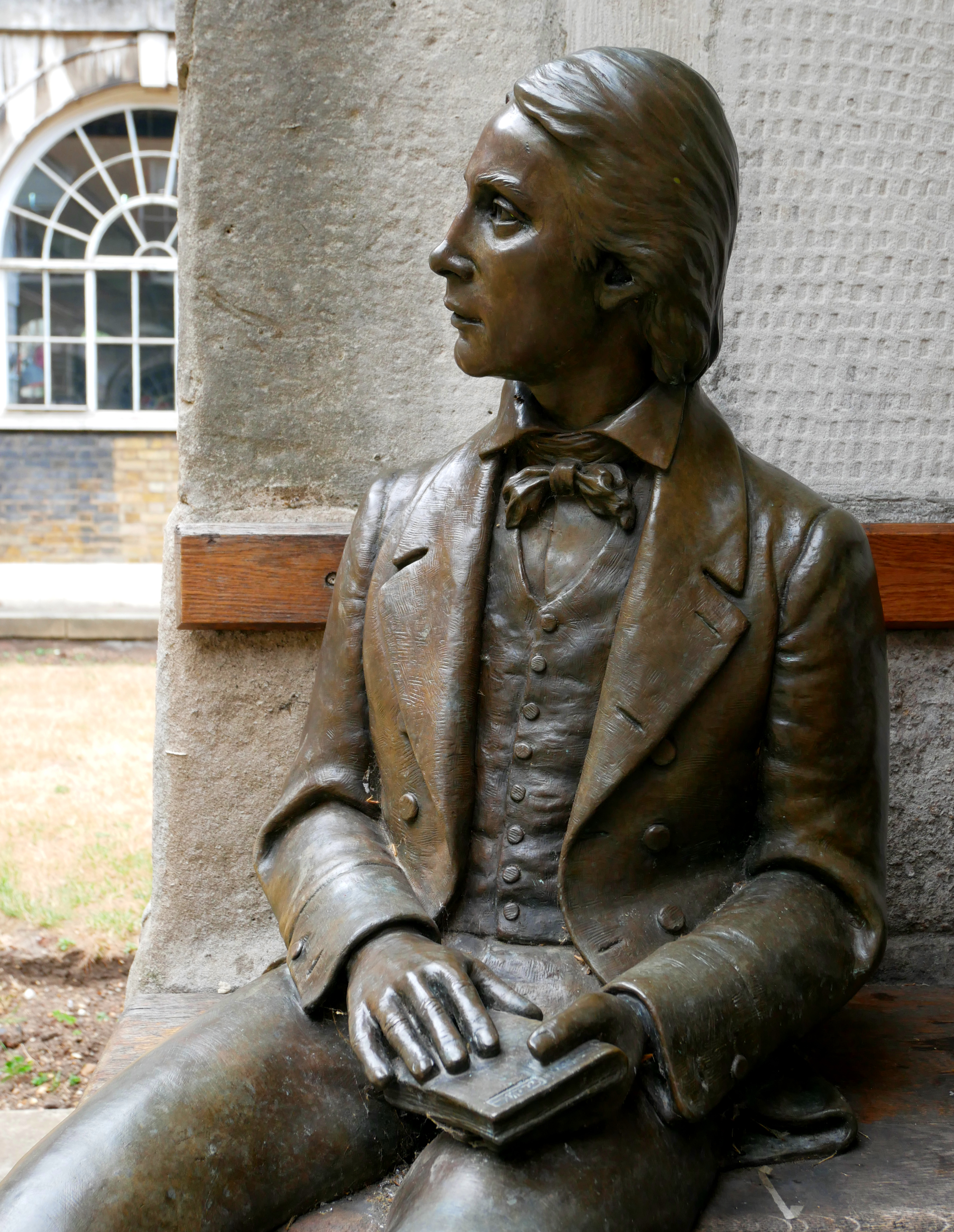
位于伦敦盖伊医院的济慈雕塑

1973年，大英百科全书公司拍摄了《约翰·济慈的一生》，电影由约翰·巴恩斯导演，济慈的扮演者为约翰·斯特赖德，芳妮·布劳恩的扮演者为贾尼娜·法耶。
2009年英国电影《璀璨情诗》以济慈与芳妮·布劳恩的爱情故事为主要内容，影片由新西兰女导演珍·康萍编剧并执导。故事情节改编自安德鲁·莫逊在1997年出版的济慈传记，由本·威士肖扮演济慈，艾比·柯尼施扮演芳妮·布劳恩。
桂冠诗人西蒙·阿米蒂奇为济慈去世200周年纪念撰写了诗歌《我以某人说话......》，这篇诗歌最初于2021年2月20日发表在《泰晤士报》。
2007年，一尊由斯图尔特·威廉姆森创作的济慈雕塑被放在了济慈曾工作学习的盖伊医院，雕像由桂冠诗人安德鲁·莫逊揭幕。

## 书信

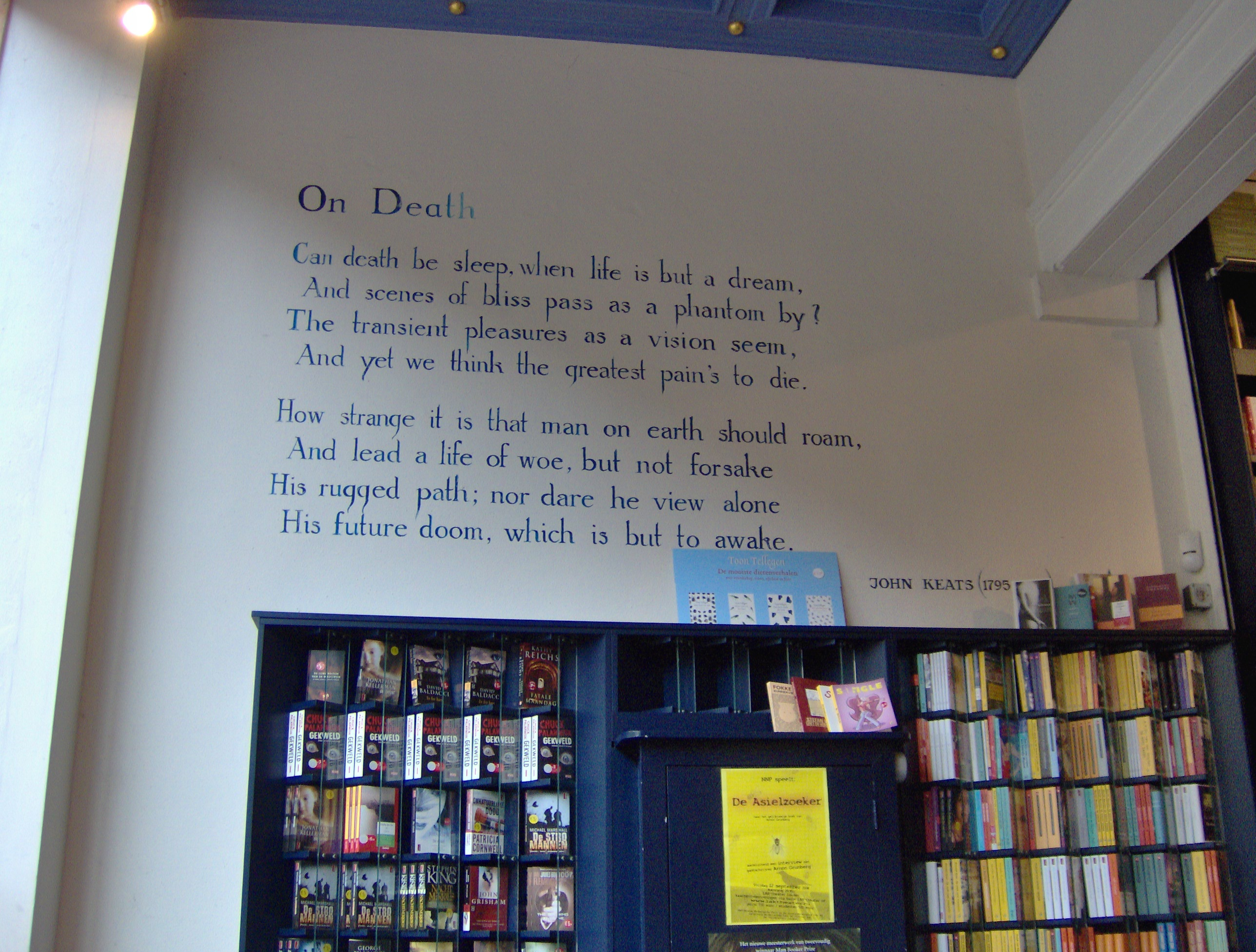
济慈的诗《死亡》，写于荷兰莱顿布雷斯特街113号墙上

济慈的书信最初集结发表于1848和1878年。19世纪时，这些信件常被视为是无关紧要的文本，是对济慈诗歌研究的偏离。但到20世纪，济慈的书信开始受到广泛推崇，并如同他的诗歌一样被研究，它们被视为英语书信文学的典范。诗人艾略特称这些信件“无疑是英语诗人写下的最重要、最引人注目的东西。”济慈曾花费大量时间思考诗歌本体，及其结构和影响，这显示出济慈超脱于现实处境的兴趣，他非常容易受到形而上学、政治、时尚、科学等话题吸引。艾略特写道，“济慈关于诗歌作出的几乎所有陈述都是正确的，并且甚至比他写下的任何诗歌都更好，更成熟。”
济慈加入他的文学圈子前的信件几乎没有存留。但从1817年春天起，大量文稿显示出他高超的书信写作技巧。他几乎明天都向朋友们、其他诗人、评论家、小说家、编辑们写信，新的想法不时出现在这些日常分享新闻、取乐、评论时事的信件里。这些新奇想法带有超凡的幽默和批判力。它们来自“不自觉的意识流”，来自了解自身本性和弱点后形成的本能。当乔治前往美国后，济慈在写给他的信中常有大量细节描绘，因此这些信件也就如“真实的日记”，与济慈的生活紧密相关。这些日记式的书信还附带济慈对自身哲学的探索，包含有细致的描写和想法的诗歌初稿。罗伯特·吉廷斯视这些信件为“精神日记”，它们不为特定他人所写，而是为自身作出的综述。

济慈也常反思诗歌创作的背景和构成，部分信件被认为是对未来创作的诗歌的构想。1819年2月到5月，他写下了许多优秀的信件。在写给乔治的信中，济慈探讨了世界作为“造灵的山谷”的观点，这为数月后创作的颂诗作出了预言。此外，济慈在信中还构造了众多公寓的大厦和变色龙诗人（Chameleon Poet）等理念，这些观点获得了公众的注意。关于诗意的心灵，济慈写道：
它没有自我 – 它是一切，也是虚无 – 它无个性 – 它享受光与暗；……它让有德的哲学家感到震惊，让变色龙诗人感到愉悦。它喜欢黑暗面，这对它没有危害，就如它也喜欢光明一面；因为两者都以猜测而终。诗人是最无诗意的东西，因为他没有特征 – 他持续的寻找 – 并填充其它事物 – 日月，海洋，男女，这些都是冲动的产物，它们富有诗意，有不变的属性 – 诗人没有这种属性；没有特征 – 他绝对是神创造的万物中最无诗意的东西。
济慈使用消极感受力表示我们“处于非确定性、谜团、疑问之中，但不带有任何急躁追求事实和理由的能力……满足于一半的知识”，相信个人内心感受力。他后来又写道“除了心灵感情的圣洁和想象的真实外，我什么也不确定 – 想象中的美必为真理 – 无论它事先是否存在 – 因为我也对所有爱之激情持有相同观点，它们都在崇高的、创造性的本质之美中”，这些文本表达了济慈对作为诗人的意义的看法。济慈在给雪莱的信中写道“我的想象是修道院，而我是修习其中的僧人”。1819年9月，在寄给雷诺兹的信中，济慈感慨“这个季节多么美妙 – 空气多么清甜。温度多么柔和......我从未像现在这么喜欢收获的田野 – 啊，好过寒气四溢的绿色初春。不知为何，遍地谷茬看着温暖 – 就像有些图画也看着温暖 – 它们引我周日散步时驻足，然后我写下了它”。《秋颂》是济慈最后一篇颂诗，是英语文学中最著名的诗歌之一，最后一节开头如下：
啊，春日的歌哪里去了？但不要
想这些吧，你也有你的音乐——
当波状的云把将逝的一天映照，

以胭红抹上残梗散碎的田野；
济慈在书信中很少提及自己的童年以及现时困窘的生活，或许是因为谈论这些事物有些尴尬。他从未谈论过自己的父母。在生命最后几年，随着健康状况急转直下，济慈的关切转移到了对绝望和病态的痴迷。1870年出版的济慈与芳妮·布劳恩信件合集就集中在这一时期，这些信件体现出济慈生命的悲剧性一面，在当时引发了广泛批评。

## 主要作品
- . 由屠, 岸翻译. 北方文艺出版社. 2019  [2022-10-19]. ISBN 9787531744160. （原始内容存档于2022-10-19）.
- . 由查, 良錚翻译. 人民文学出版社. 1958  [2022-10-19]. （原始内容存档于2022-10-19）.
- . 由王, 昕若翻译. 百花文艺出版社. 2009  [2022-10-19]. ISBN 9787530654187. （原始内容存档于2022-10-21）.

### 脚注
1. 1 2  Motion, 1997, p. 10.
2. 1 2 3 4 5 6 7 8 9 10 11 12 13 14 15 16 17 18 19 20 21  Kelvin Everest, "Keats, John (1795–1821)" （页面存档备份，存于）, Oxford Dictionary of National Biography, Oxford University Press, 2004 Online (subscription only)
3. ↑  . The Week: A Canadian Journal of Politics, Literature, Science and Arts. 27 December 1883, 1 (4): 61  [23 April 2013].
4. ↑  Gittings (1968), 11.
5. ↑  . Evening Standard. 12 August 2008  [17 September 2012]. （原始内容存档于2012-12-27）.
6. ↑  Gittings (1968), p. 24.
7. ↑  Bate, 2009, p. 5.
8. ↑  Harrow. Motion, 1998, p. 22.
9. ↑  Milnes, 1848.
10. 1 2 3 4 5  Gittings (1987), pp. 1–3.
11. ↑  John Keats, Colvin, S, (1917)
12. ↑  Monckton Milnes (1848), p. xiii.
13. ↑  Motion (1999), p. 46.
14. ↑  . Nationalarchives.gov.uk.   [1 March 2014]. （原始内容存档于2017-11-15）.
15. ↑  Motion, Andrew. . University of Chicago Press. 1999: 43  [2022-10-12]. ISBN 978-0-226-54240-9. （原始内容存档于2023-07-05）.
16. ↑  Motion (1998), p. 98.
17. ↑  Motion (1997), p. 94.
18. 1 2  Hirsch, Edward (2001)
19. ↑  Colvin (2006), p. 35.
20. ↑  Keats, John. . Poemist.com. 1816  [31 October 2015]. （原始内容存档于2021-10-22）.
21. ↑  Motion (1998), pp. 104–105.
22. ↑  Motion proposes that the Olliers suggested Keats leave their publishing lists. See Motion (1997) p. 156.
23. ↑  Motion (1997), p. 156.
24. ↑  Motion (1997), p. 157.
25. ↑  Gittings (1968), p. 155.
26. ↑  Motion (1997), pp. 116–120.
27. ↑  Motion (1997) p. 130.
28. 1 2 3 4  O'Neill and Mahoney (1988), p. 418.
29. ↑  Keats's letter to Benjamin Bailey, 22 November 1817
30. ↑  Bate (1964) p. 632.
31. ↑  Motion (1997), pp. 365–366.
32. ↑  Motion (1997), pp. 364 and 184.
33. ↑  Tracing the Keats Family in America （页面存档备份，存于） New York Times Koch 30 July 1922. Retrieved 29 January 2010.
34. ↑  Motion (1997), p. 494.
35. ↑  Letter of 7 August 1818; Brown (1937)
36. ↑  Motion (1997), p. 290.
37. ↑  Zur Pathogenie der Impetigines. Auszug aus einer brieflichen Mitteilung an den Herausgeber. [Müller's] Archiv für Anatomie, Physiologie und wissenschaftliche Medicin. 1839, p. 82.
38. ↑  De Almeida (1991), pp. 206–207; Motion (1997), pp. 500–501.
39. 1 2  O'Neill and Mahoney (1988), p. 419.
40. 1 2 3 4  "Keats, John" The Oxford Companion to English Literature. Edited by Dinah Birch. Oxford University Press Inc.
41. ↑  Charles Armitage Brown (1937) 53–54
42. ↑  Hart, Christopher (2 August 2009). "Savour John Keats' poetry in garden where he wrote （页面存档备份，存于）". The Sunday Times. Retrieved 29 January 2010.
43. ↑  Bate (1963), p. 63.
44. ↑  Keats, John; Gittings, Robert. . Kent State University Press. 1970. ISBN 978-0873380997.
45. ↑  Motion (1997) pp. 204–205.
46. ↑  A preface to Keats (1985) Cedric Thomas Watts, Longman, University of Michigan p. 90 ISBN 978-0582353671
47. ↑  Gittings (1968), p. 504.
48. 1 2  Motion (1997), pp. 180–181.
49. 1 2 3  Gittings (1968), p. 139.
50. ↑  Walsh, William (1981) Introduction to Keats Law Book Co of Australasia, p. 81.
51. ↑  Gittings (1956), Mask of Keats. Heinemann, p. 45.
52. ↑  Gittings (1968), 262
53. ↑  Gittings (1968), p. 268.
54. ↑  Gittings (1968), p. 264.
55. ↑  Gittings (1968), pp. 293–298
56. 1 2  Gittings (1968), pp. 327–331.
57. ↑  Campion, Jane; Keats, John. . Penguin UK. 2009-11-05  [2022-10-14]. ISBN 978-0-14-195972-6. （原始内容存档于2022-10-14） （英语）.
58. ↑  Houghton Library, Harvard University （页面存档备份，存于）, I shall ever be your dearest love: John Keats and Fanny Brawne. "1820".
59. ↑  Kennedy, Maev. "Keats' London home reopens after major refurbishment （页面存档备份，存于）". The Guardian, 22 July 2009. Retrieved 29 January 2010.
60. ↑  Richardson, 1952, p. 112.
61. ↑  Porter, Roy. . W. W. Norton & Company. 1998: 440?. ISBN 978-0393046342.
62. ↑  McCormick, Eric Hall. . Victoria University Press. 1989: 60  [23 February 2019]. ISBN 978-0864730817 –Google Books.
63. ↑  Rodriguez, Andres; Rodríguez, Andrés. . SteinerBooks. 1993. ISBN 978-0940262577 –Google Books.
64. ↑  Thomas Hardy's poem "At Lulworth Cove a Century Back", September 1920, commemorates Keats's landing on the Dorset coast on the voyage to Rome.
65. 1 2  "A window to the soul of John Keats" by Marsh, Stefanie. （页面存档备份，存于） The Times, 2 November 2009. Retrieved 29 January 2010.
66. ↑  Keats's Last Letter （页面存档备份，存于）, written to Charles Armitage Brown from Rome, 30 November 1820.
67. ↑  Brown (2009)
68. 1 2 3  Flood, Alison."Doctor's mistakes to blame for Keats' agonising end, says new biography （页面存档备份，存于）". The Guardian, 26 October 2009. Retrieved 29 January 2010.
69. ↑  Dubos, René. . New Jersey, USA: Rutgers University Press. 1952: 11 （English）.
70. ↑  Colvin (1917), p. 208.
71. ↑  拜伦《唐璜》，第十一章，六十诗节
72. ↑  Adonais: An Elegy on the Death of John Keats （页面存档备份，存于）. Representative Poetry Online. Retrieved 29 January 2010.
73. ↑  Richardson, 1952, p. 89.
74. ↑  "Keats's keeper" （页面存档备份，存于）. Motion, Andrew. The Guardian, 7 May 2005. Retrieved 29 January 2010.
75. 1 2  . the Guardian. 2010-01-23  [2022-10-17]. （原始内容存档于2022-10-21） （英语）.
76. ↑  Strachan (2003), p. 2.
77. 1 2  Walsh (1957), pp. 220–221.
78. ↑  . www.john-keats.com.   [23 February 2019]. （原始内容存档于2022-10-17）.
79. ↑  Keats Letter To Percy Bysshe Shelley, 16 August 1820
80. ↑  Adonais (Adonais: An Elegy on the Death of John Keats, Author of Endymion, Hyperion, etc.) by Shelley, published 1821
81. ↑  . rpo.library.utoronto.ca.   [2022-10-17]. （原始内容存档于2021-05-16）.
82. 1 2 3 4 5 6  Gittings (1987), pp. 18–21.
83. ↑  Gittings (1987), 157
84. ↑  'Poesy Club', Mason College Magazine, 4.5 (October 1886), p. 106.
85. ↑   Swinburne, Algernon Charles. .  XIV 9th: 22–24. 1882.
86. ↑  Vendler (1983) p. 60.
87. ↑  Bate (1963) p. 581.
88. ↑  Ridley and Clarendon (1933) p. 289.
89. ↑  The Keats-Shelley Poetry Award （页面存档备份，存于）. Retrieved 11 February 2010.
90. ↑  . English Heritage.   [23 October 2012]. （原始内容存档于2022-10-21）.
91. ↑  Jorge Luis Borges (2000). This Craft of Verse. Harvard University Press, pp. 98–101.
92. 1 2 3  Gittings (1968), p. 3.
93. ↑  Gittings (1968), p. 5.
94. ↑  Motion (1997), p. 499.
95. ↑  Barnes, John, , Encyclopædia Britannica Educational Corporation,   [2022-10-17], （原始内容存档于2022-10-21）
96. ↑  The Academy of American Poets （页面存档备份，存于） "Bright Star": Campion's Film About the Life and Love of Keats.
97. ↑  .   [8 April 2014]. （原始内容存档于1 December 2017）.
98. ↑   (PDF). Simon Armitage.   [29 March 2021]. （原始内容存档 (PDF)于2021-07-15）. Includes full text of poem
99. ↑  Morrison, Richard. . The Times. 20 February 2021  [29 March 2021]. （原始内容存档于2022-10-20） （英语）.
100. ↑  . Write Out Loud. 22 February 2021  [29 March 2021]. （原始内容存档于2022-10-19） （英国英语）.
101. ↑  team, London SE1 website. . London SE1.   [2022-10-17]. （原始内容存档于2022-11-17） （英语）.
102. 1 2 3 4 5 6 7  Gittings (1987), pp. 12–17.
103. ↑  Strachan (2003), p. 12.
104. ↑  T. S. Eliot The Use of Poetry and the Use of Criticism (1937) p. 100
105. ↑  T. S. Eliot The Use of Poetry and the Use of Criticism (1937) p. 101.
106. ↑  Gittings (1968), p. 66.
107. ↑  Letter to George Keats, Sunday 14 February 1819
108. ↑  Grant Scott, ed. Selected Letters of John Keats, Harvard University Press (2002)
109. ↑  Duncan Wu, 2005. Romanticism: an anthology: Edition: 3, illustrated. Blackwell, 2005 p. 1351. Citing letter to George Keats. Sunday, 21 December 1817.
110. ↑  Letter to Benjamin Bailey, 22 November 1817.
111. ↑  Houghton (2008), 184

## 延伸阅读
- Bate, Walter Jackson. Negative Capability: The Intuitive Approach in Keats. New York: Contra Mundum Press, 2012
- Cox, Jeffrey N. Poetry and Politics in the Cockney School: Keats, Shelley, Hunt and Their Circle. Cambridge: Cambridge University Press, 2004 ISBN 978-0521604239
- Kirkland, John (2008). Love Letters of Great Men, Vol. 1. CreateSpace Publishing
- Kottoor, Gopikrishnan (1994). The Mask of Death: The Final Days of John Keats, (A Radio Play). Writers WorkShop Kolkata, 1994
- Amy Lowell (1925). John Keats. 2 vols. Boston: Houghton Mifflin
- Parson, Donald (1954). Portraits of Keats. Cleveland: World Publishing Co.
- Plumly, Stanley (2008). Posthumous Keats. New York: W.W. Norton & Co.
- Joanna Richardson|Richardson, Joanna (1963). The Everlasting Spell. A Study of Keats and His Friends. London: Cape
- Richardson, Joanna (1980). Keats and His Circle. An Album of Portraits. London: Cassell
- Nicholas Roe|Roe, Nicholas (2012). John Keats. A New Life. New Haven and London: Yale University Press ISBN 978-0-300-12465-1
- William Michael Rossetti (1887). The Life and Writings of John Keats. London: Walter Scott
- Richard Marggraf Turley (2004). Keats' Boyish Imagination. London: Routledge, ISBN 978-0-415-28882-8